# Tabanus rubicundulus
Tabanus rubicundulus är en tvåvingeart som beskrevs av Austen 1922. Tabanus rubicundulus ingår i släktet Tabanus och familjen bromsar.
Artens utbredningsområde är Thailand. Inga underarter finns listade i Catalogue of Life.